# World Almanac
 The World Almanac and Book of Facts (Almanac Mundial i Llibre dels Fets)és un llibre de referència publicat als Estats Units i dels almanacs més venuts. Transmet informació sobre temes com els canvis mundials, tragèdies, gestes esportives, etc.
S'ha estat publicant des de l'any 1868, excepte en un interval de deu anys entre el 1876 i 1886. És el nombre 1 en la llista de bestsellers delWashington Post de 27 de novembre de 2011. L'edició de 2014 (ISBN 978-160057-182-4) té 1.008 pàgines.

## Història
La primera edició del The World Almanac es va publicar pel periòdic New York World el 1868.
La seva publicació va ser suspesa el 1876, però el 1886 Joseph Pulitzer, el va impulsar.
El 1894, The World Almanac canvià el seu nom pel de The World Almanac and Encyclopedia. El 1923 va esdevenir The World Almanac and Book of Facts,el seu nom actual.
Al llarg dels anys The World Almanac ha estat mencionat en moltes pel·lícules de Hollywood. Per exemple, Fred MacMurray en parla a Edward G. Robinson en Double Indemnity; Bette Davis ho fa en All About Eve; Audrey Hepburn i Gary Cooper flirteixen sobre ell a Love in the Afternoon; i Will Smith el consulta per saber el moment just de l'ocàs a I Am Legend.
The World Almanac For Kids s'ha publicat des de 1995.
El 1993 Scripps va vendre aquest Almanac a K-III (més tard Primedia).The World Almanac va ser venut a Ripplewood Holdings' WRC Media el 1999. Ripplewood va comprar Reader's Digest i el llibre va ser produït per World Almanac Education Group, propietat de The Reader's Digest Association. The World Almanac va ser venut a Infobase Publishing el 2009.
Algunes dades que publica són:
- "Surprising Facts"
- "Number Ones"
- "Americans By the Numbers"
- "Milestone Birthdays"
- "Notable Quotes"
- "Offbeat News"
- "Historical Anniversaries"

## Esports
Com una publicació de Newspaper Enterprise Association (NEA) el World Almanac would publica els equips de la NEA NFL All-Pro

## Edicions de domini públic
- The World Almanac & Book of Facts.  Newspaper Enterprise Association, 1901 [Consulta: 24 abril 2014].
- The World Almanac and Encyclopedia.  Press Publishing Company (The New York World), 1911 [Consulta: 24 abril 2014].